# 斯特罗吉诺区
斯特罗吉诺区（俄語：район Строгино）是莫斯科西北行政区的一区，面积16.84平方公里，人口163,074人。斯特罗吉诺站位于该区。